# Familia Carracci

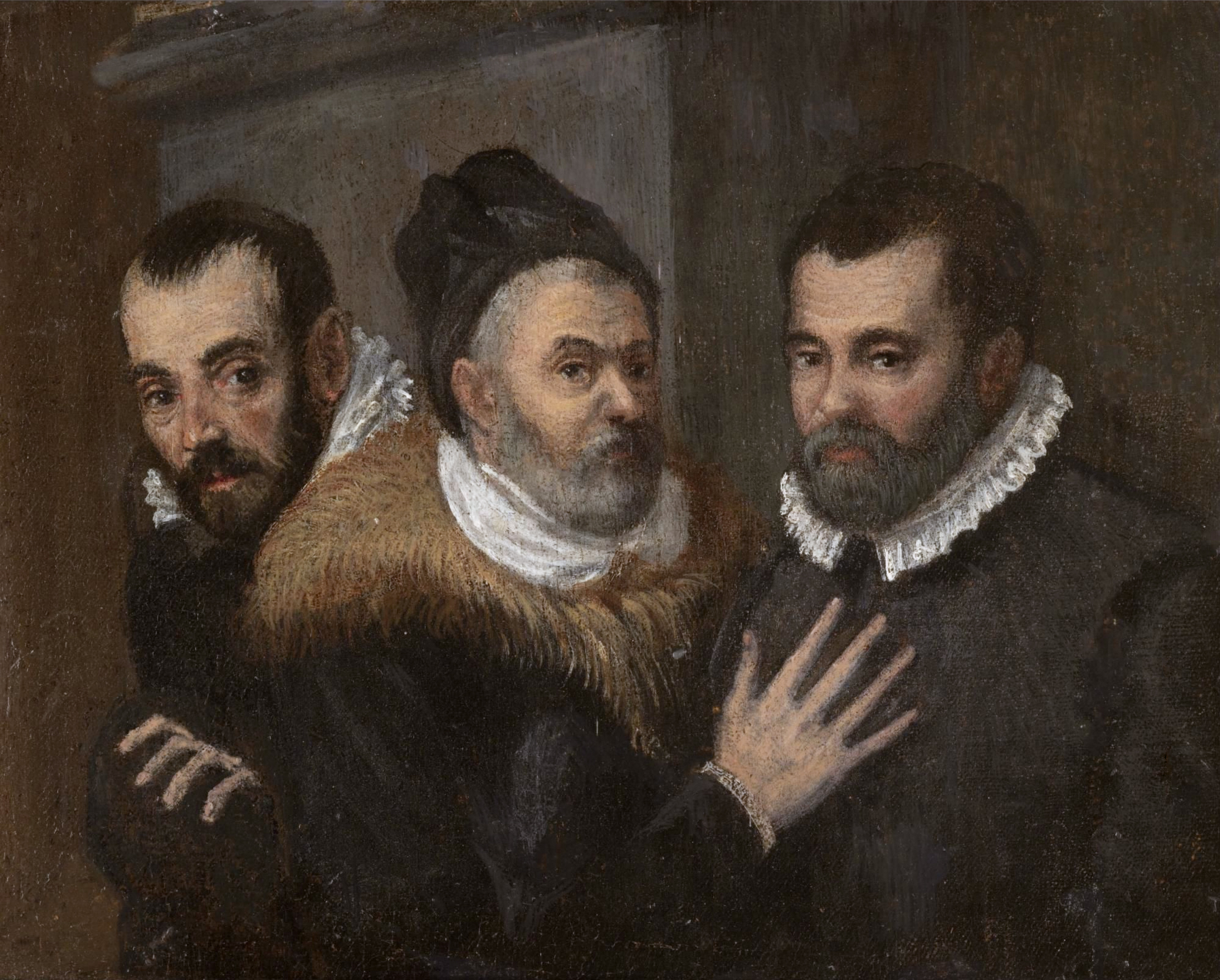
Annibale, Ludovico y Agostino Carracci, anónimo boloñés,.

Carracci es el apellido de una familia de artistas italianos, de la escuela boloñesa. Cronológica y estilísticamente pertenecen al Renacimiento, en su fase manierista, y el Barroco, en su tendencia clasicista (la corriente opuesta al caravaggismo). En la ciudad de Bolonia los tres primos Carracci (Agostino, Annibale y Ludovico) fundaron la Accademia degli Incamminati (1582). La historiografía del arte ha establecido la decisiva importancia de esta familia de pintores en la formación del Barroco figurativo como salida de la crisis del Manierismo.
Los Carracci realizaron algunas obras de forma colectiva. En 1584 pintaron al fresco algunas salas del Palazzo Fava, con la Storie di Giasone e Medea ("historia de Jasón y Medea"), cuya planificíón pudo ser dirigida por Ludovico, mientras que en la ejecución debió emplearse más Agostino. En 1590 decoraron con frescos y telas el Salone d'onore del Palazzo Magnani, con la historia de Rómulo y Remo. En este caso fue Annibale quien realizó una mayor aportación.
Fueron protegidos por el comitente y literato Gabriele Bombasi, que les recomendó al cardenal Odoardo Farnese, quien les llamó a Roma. Tal llamada significó la división del taller de los Carracci, puesto que a Roma fueron los dos hermanos, Annibale y Agostino, permaneciendo su primo Ludovico en Bolonia.
La familia Carracci estuvo influenciada por el ambiente artístico tardo-manierista de la Bolonia de la segunda mitad del siglo XVI, destacadamente por los Tibaldi (Domenico y Pellegrino Tibaldi), Prospero Fontana y Bartolomeo Passarotti. Entre los discípulos de los Carracci estuvieron Guercino, Domenichino, Lanfranco, Francesco Albani, Guido Reni, Alessandro Tiarini y Sisto Badalocchio.

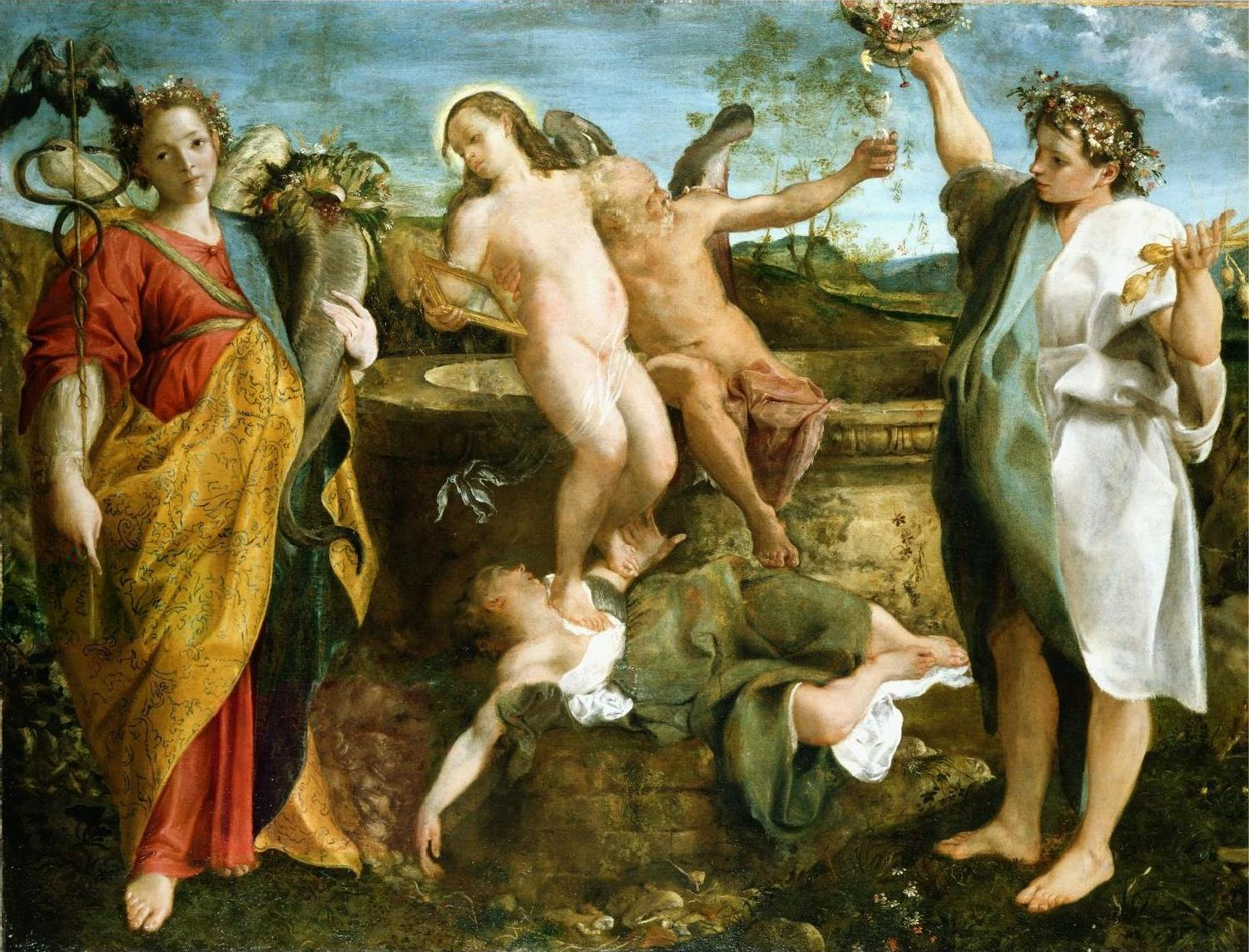
Annibale Carracci, Allegoria della Verità e del Tempo, ca. 1585, Royal Collection, Hampton Court.
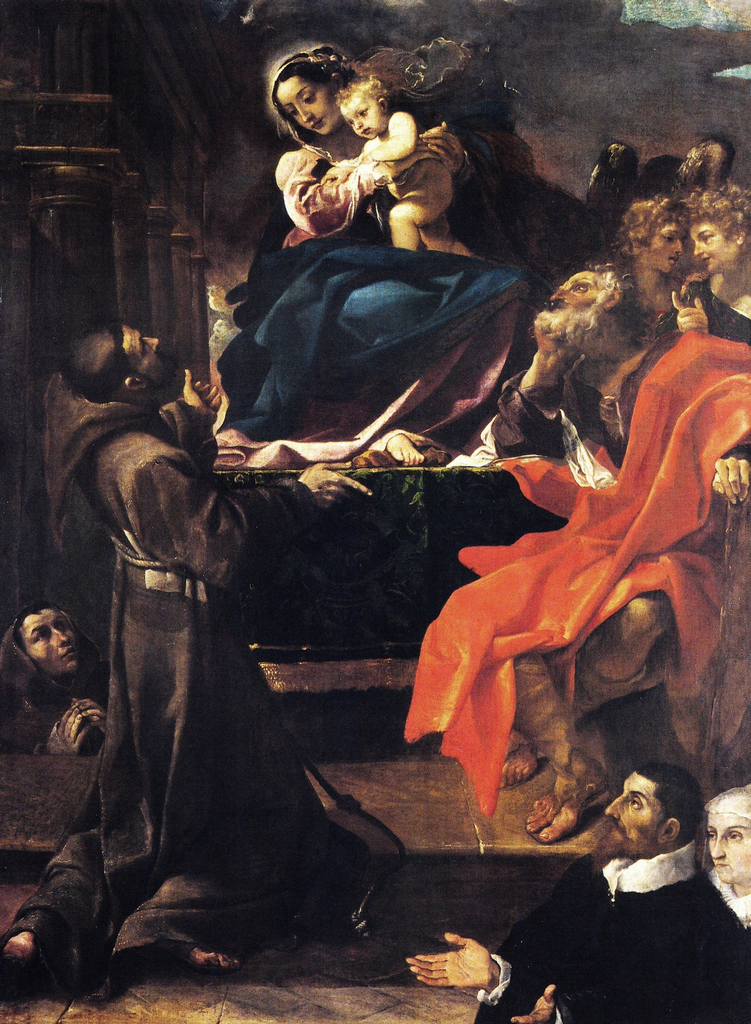
Ludovico Carracci, La Virgen con el Niño, San José y San Francisco, llamada popularmente La Carraccina, 1591, Pinacoteca Civica, Cento.
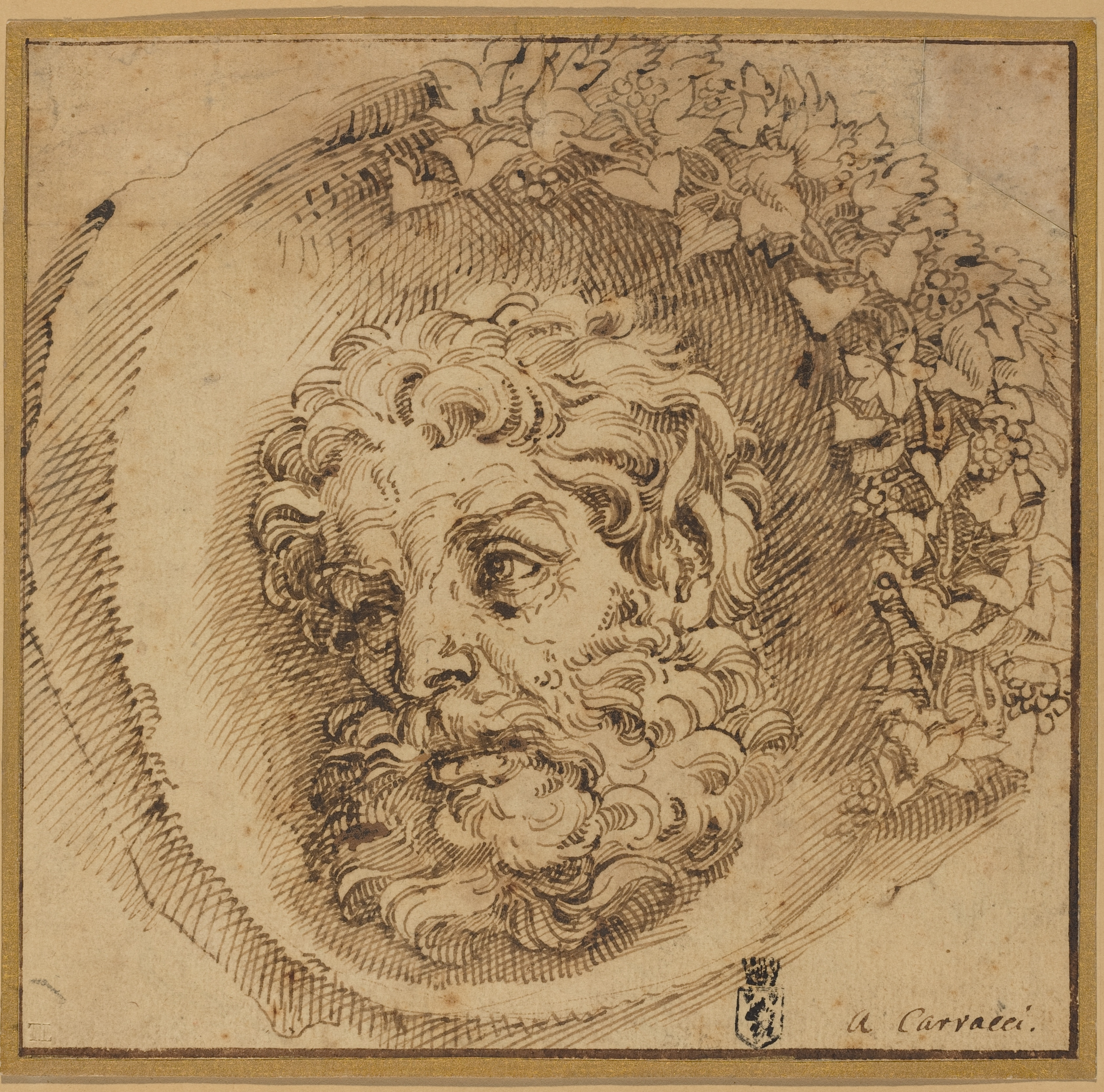
Agostino Carracci, Cabeza de fauno, ca. 1595, National Gallery of Art, Washington.
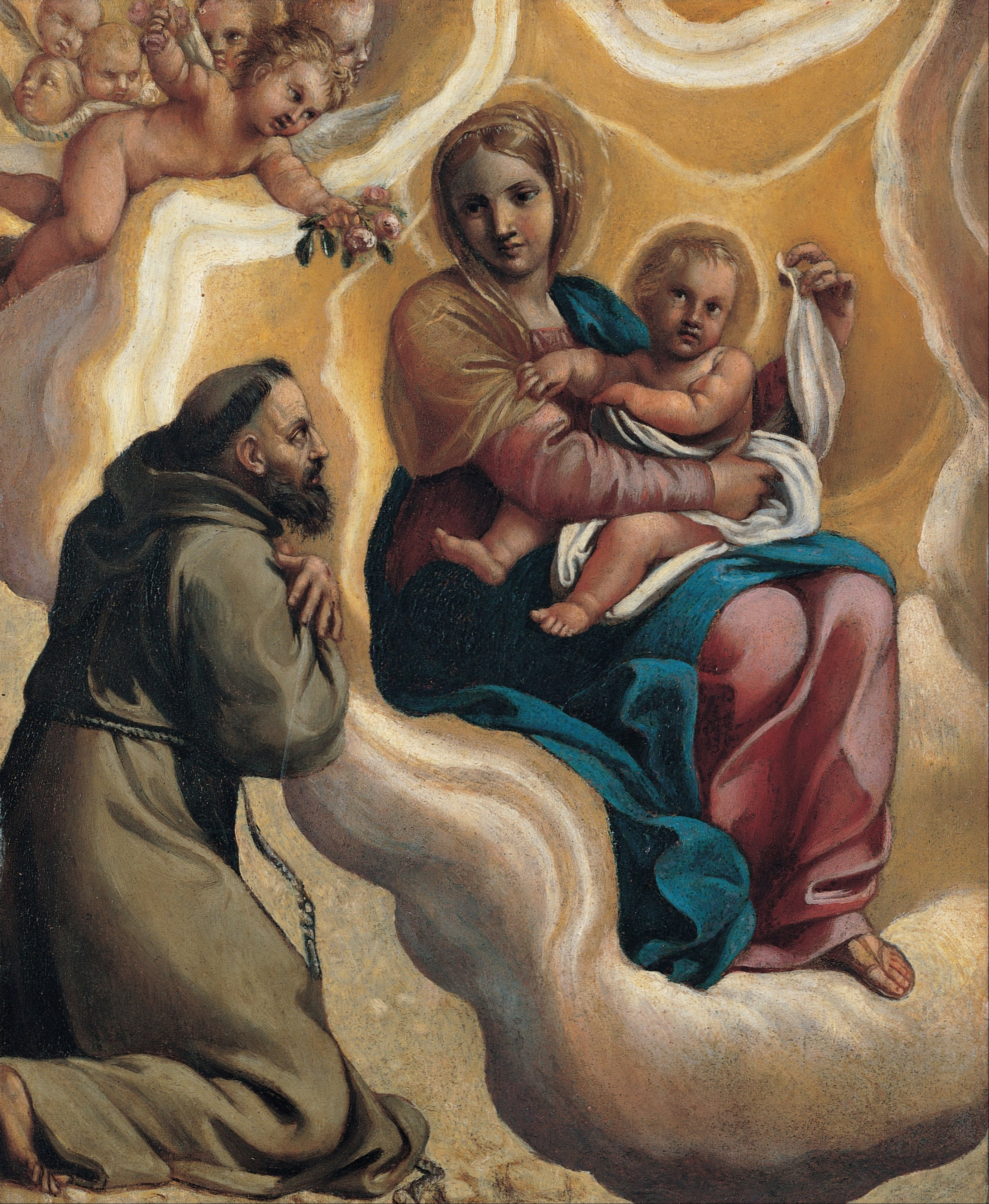
Antonio Carracci, La Virgen con el Niño y San Francisco, 1605, Museos Capitolinos, Roma.
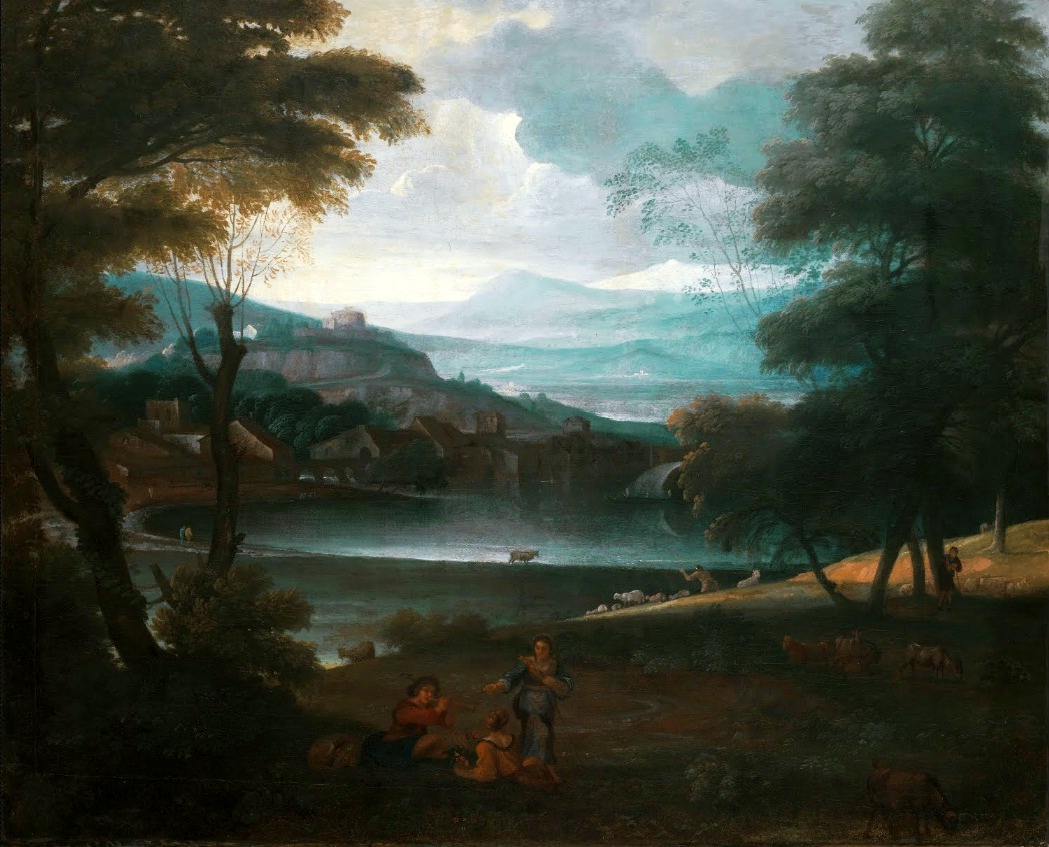
Giovanni Francesco Grimaldi, Paisaje con pastores, Muzeum Pałacu Króla Jana III, Wilanów.

- Agostino Carracci (1557-1602)
- Annibale Carracci (1560-1609), hermano de Agostino
- Antonio Marziale Carracci (1583-1518), hijo natural de Agostino[6]
- Francesco Carracci o Franceschino Carracci (1595-1622), sobrino de Agostino y Annibale
- Lodovico o Ludovico Carracci (1555-1619), primo de Agostino y Annibale
- Paolo Carracci (1568-1625), hermano de Ludovico
- Baldassare Aloisi, llamado il Galanino (1578–1638), pintor y grabador, cuya madre, Elena Zenzanini, era prima de Agostino y Annibale Carracci.[7]
- Giovanni Francesco Grimaldi (1606–1680), pintor, cuñado de la hija de Baldassare Aloisi.[8]